# A Lai
A Lai   (Ngawa, 1959) (en xinès: 阿来; en pinyin: Ālái; en tibetà: ཨ་ལེ་; en Wylie:a-le), també anomenat Aka Alai, A-Lai o Ah-Lai, és un escriptor, poeta, guionista i editor xinès, Premi Mao Dun de Literatura de l'any 2000.
A Lai va néixer el 1959 a l'àrea tibetana de la província de Sichuan, amb ascendència d'ètnia hui per part del pare i tibetana per part de la mare.
Als 16 anys va començar a treballar en una central hidroelèctrica, fins que va aprovar els exàmens per entrar a la Universitat.
Abans d'iniciar la seva carrera literària va fer de professor de primària i secundària.
Viu a Chengdu, on va ser l'editor de la revista de ciència-ficció 科 幻 世界 (Kehuan Shijie), i president de la secció de Sichuan de l'Associació d'Escriptors.
Va començar la seva carrera com escriptor el 1984. El 1989 va publicar un primer volum de relats i els anys 90, uns de poesia.
Ha escrit novel·les, poesia, assaig i guions de tele-novel·les, i se'l ha definit com un escriptor del neohistoricisme. Malgrat la seva procedència tibetana ha escrit tota la seva obra en xinès mandarí.
La seva obra més popular 尘埃落定 [Chén´āi luòding], s'ha traduït a l'italià com a "Rossi fiori del Tibet" i l'anglès com a "Red poppies" va tenir una adaptació televisiva en una sèrie de 25 capítols, dirigida per Yan Jiangang.
Com a guionista ha participat en la pel·lícula "Phurbu & Trenzin" del director Fu Dongyu, guió que va rebre el "China Movie Channel Media Awards" de l'any 2014.
El 2015 va crear el seu propi estudi de producció, amb la vocació de crear una "incubadora de guionistes". El 2017 va rebre el premi de literatura Baihua i el Premi Lu Xun de Literatura del període 2014-2017 en la categoria de novel·la .
El 2019 es va estrenar la pel·lícula La conquista de l'Everest (xinès simplificat: 攀登者, pinyin: Pāndēng zhě, literalment 'Els escaladors', en anglès: The Climbers) és una pel·lícula dramàtica d'aventures .Amb guió de  A Lai, dirigida per Daniel Lee. Protagonitzada per Wu Jing, Zhang Ziyi, Zhang Yi, Jing Boran i Hu Ge. La pel·lícula explica l'expedició real de dos generacions d'alpinistes xinesos per ascendir l'Everest des del perillós costat nord el 1960 i el 1975. La pel·lícula es va estrenar a la Xina, el Regne Unit i Amèrica del Nord el 30 de setembre de 2019. Ha sigut doblada al valencià i estrenada per À Punt el 5 d'abril del 2025.

## Obra
- 1998: 尘埃落定 [Chén´āi luòding], Premi Mao Dun de l'any 2000.
- 2005: 空山 [Kong shan]
- 2002: 就这样日益在丰盈, assaig
- 2008: 大地的阶梯, [Dadi de jieti] assaig sobre la transformació de la geografia tibetana
- 2009: 格萨尔王 [Gesa'er wang][7]
- 2011: 看见[Kanjian][7]
- 2014: 瞻对 [Zhan dui]
- 2015: 语自在[2]